# 미겔 레이나
미겔 레이나 산토스(스페인어: Miguel Reina Santos, 1946년 1월 21일, 안달루시아 지방 코르도바 ~)는 스페인의 전 축구 선수로, 현역 시절 골키퍼로 활약하였다.
그의 아들 페페 레이나도 골키퍼로 활약하고 있다.
그는 16시즌에 걸쳐 312번의 라 리가 경기에 출전했는데, 각각 7년을 보낸 바르셀로나와 아틀레티코 마드리드가 그의 주 무대로, 두 구단 소속으로 도합 6번의 주요 대회 우승을 거두었다.

## 클럽 경력
레이나는 안달루시아 지방 코르도바 사람으로 인근 코르도바의 유소년부를 졸업하였다. 그는 1964년 10월 11일, 2-0으로 이긴 엘체와의 안방 경기에서 라 리가 첫 경기를 18세의 나이로 치렀고, 1년차를 26경기 출전으로 마쳤고, 소속 구단은 리그 5위의 성적을 냈다.
1966년에 시즌이 시작하기 전, 레이나는 바르셀로나로 이적하였지만, 처음 3시즌을 도합하여 호세 마누엘 페수도와 살바도르 사두르니의 견습생으로 4경기를 출장하는데 그쳤다. 1969-70 시즌을 기점으로 그는 주전으로 도약하여 카탈루냐 연고 구단 소속으로 생애 2번째이자 주전으로 처음 코파 델 레이를 우승하였고, 리그 준우승을 차지한 1972-73 시즌에는 34경기에 전부 출전하여 21골만을 허용해 트로페오 리카르도 사모라의 주인공이 되었고, 824분 무실점 기록을 세워 빅토르 발데스가 2011년 11월 1일에 신기록을 세우기 전까지 최장 시간 무실점 기록의 주인이었다.
27세의 레이나는 바르사를 떠나 아틀레티코 마드리드로 이적하여 처음 5년 동안 거의 대부분 경기에 출전하여 1976-77 시즌에 현역 처음이자 마지막 리그 우승을 거두었다. 그는 1974년에 벨기에의 헤이젤 경기장에서 열린 바이에른 뮌헨과의 유러피언컵 결승전에 진출하기도 했다. 경기는 90분 끝에 0-0으로 비긴 후 114분에 터진 루이스 아라고네스의 골로 매트릭스 제작자들이 앞서나갔지만, 레이나는 막판에 중거리에서 쏜 공을 실점하였고, 아틀레티코 마드리드는 재경기에서 0-4로 패하였다.
1978년부터 1980년까지, 레이나는 아틀레티코의 3순위 수문장으로 내려앉았고, 34세의 나이에 450번에 가까운 공식 경기에 출전하고 은퇴하였다.

## 국가대표팀 경력
레이나는 3년 반의 기간 안에 스페인 국가대표팀 경기에 5번 출전하였다. 그가 출전한 첫 국가대표팀 경기는 1969년 10월 15일, 라 리네아 데 라 콘셉시온에서 벌어진 핀란드와의 1970년 FIFA 월드컵 예선전 경기로, 6-0으로 이겼다.
앞서 레이나는 호세 비얄롱가 감독에 의해 잉글랜드에서 열린 1966년 FIFA 월드컵에 참가할 선수단에 이름을 올렸지만, 본선 3경기 모두 후보로 대기만 했다.

## 사생활
미겔 레이나의 아들 페페도 축구 선수로 골키퍼이다. 그도 바르셀로나와 스페인 국가대표팀 일원으로 활약했는데, 리버풀과 나폴리에서 수년 활동한 것으로 알려져 있다.
1970-71 시즌, 레이나는 잉글랜드인 빅 버킹엄이 지휘봉을 잡던 시절에 캄 노우 밖의 원정 경기에서만 출전했는데, 그는 안방의 지지자들로부터 디나모 모스크바전에서 부진한 활약을 펼친 것으로 야유를 받았기 때문이었다.

## 수상

### 클럽
바르셀로나
- 코파 델 헤네랄리시모: 1967–68, 1970–71
- 인터시티스 페어스컵: 1971

아틀레티코 마드리드
- 라 리가: 1976–77
- 코파 델 헤네랄리시모: 1975–76
- 인터콘티넨털컵: 1974
- 유러피언컵 준우승: 1973–74

### 국가대표팀
스페인 U-18
- UEFA U-18 축구 선수권 대회 준우승: 1964

### 개인
- 트로페오 리카르도 사모라: 1972–73, 1976–77